# Erebia petrosus
Erebia petrosus är en fjärilsart som beskrevs av De Prunner 1798. Erebia petrosus ingår i släktet Erebia och familjen praktfjärilar. Inga underarter finns listade i Catalogue of Life.